# Henschel/SSW Bo Bo 60 t
Die elektrische Tagebaulokomotiven Henschel/SSW Bo’Bo’ 60 t wurde bei Henschel und SSW 1934 in drei Exemplaren gefertigt und an die Grube Theodor ausgeliefert. Nach dem Zweiten Weltkrieg wurden die Lokomotiven zuerst im Braunkohlenkombinat Bitterfeld eingesetzt. Ab 1978 wurden zwei Lokomotiven auf der Anschlussbahn der ehemaligen Brikettfabrik Witznitz und anderen Strecken im Bornaer Raum bis Anfang der 1990er Jahre verwendet und als 4-1080 und 4-1081 bezeichnet. Die Lokomotive 4-1081 ist im Museum Meuselwitz erhalten.

## Geschichte

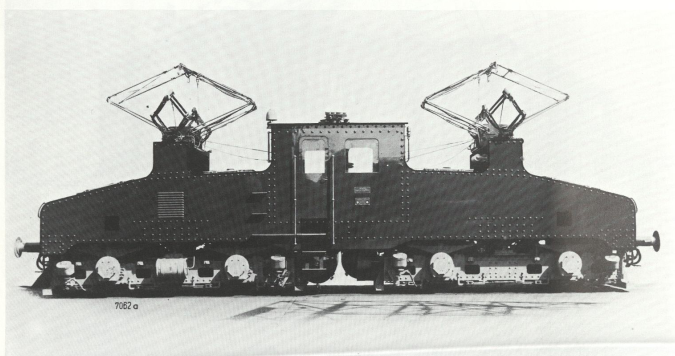
Henschel Tagebaulokomotive aus dem Jahr 1935

Die Maschinen zählten zu ihrer Bauzeit zu einem Typ von Grubenlokomotiven von Henschel und SSW mit Gleichstromantrieb und der Achsfolge Bo’Bo’, wie sie bis zum Zweiten Weltkrieg in zahlreichen Exemplaren hergestellt wurden. Die drei Lokomotiven zählten zu den kleinsten und leistungsschwächsten und wurden an die Grube Theodor bei Bitterfeld geliefert. Analog zu der Tradition bei Henschel wurden die Loks deswegen auch als Typ Theodor bezeichnet. Nach dem Krieg wurden sie vom BKK Bitterfeld übernommen.
1950 wurde die spätere Museumslokomotive 4-1081 und damalige 3-150 zum Tagebau Greifenhain verlegt und sollte dort einen Lokmangel ausgleichen. Erste Einsatzbelege ergeben sich durch die Verwendung der Lokomotiven für die Anschlussbahn der Brikettfabrik Witznitz. Dort waren noch 1976 Lokomotiven von AEG aus dem Jahr 1912 im Einsatz, die dringend ersetzt werden mussten. Ein Einsatz der LEW EL 2 war wegen Achslastbeschränkungen nicht möglich. Daher wurden die drei Lokomotiven aus Bitterfeld 1976 überstellt. Nummernmäßig belegt sind die 3-149 und die 3-150. Sie wurden komplett mit der elektrischen Ausrüstung auf Basis der LEW EL 3  und auf 1.200 V = umgerüstet. Dabei wurde die Achslast geringfügig erhöht und die nicht mehr benötigten Stromabnehmer der Seitenfahrleitung entfernt. Die Lokomotiven erhielten die neuen Nummern 4-1080 sowie 4-1081. Die dritte Lokomotive wurde als Ersatzteilspender zerlegt. Die Lokomotiven brachten Übergabezüge von der Brikettfabrik zur Wagenübergabestelle und schoben leere Wagen wieder zurück zur Brikettfabrik. Außerdem wurden gelegentliche Übergabezüge im Bornaer Raum durchgeführt. Überlegungen, die Lokomotiven durch umgebaute LEW EL 2 mit geringerer Achslast zu ersetzen, konnten erst 1989 realisiert werden.
Durch die Stilllegung der Brikettfabrik Witznitz wurden die Lokomotiven arbeitslos. Die 4-1080 wurde um 1990 verschrottet, die 4-1081 wurde als eine der letzten Altbaulokomotiven zunächst im Bergbaumuseum Zechau ausgestellt. Seit 2003 steht sie in Meuselwitz.

## Technik
Der mechanische Teil wurde von Henschel und der elektrische Teil von SSW gebaut. Während bei Staatsbahnlokomotiven die Schweißkonstruktion Einzug hielt, wurden Tagebaulokomotiven wegen der zu erwartenden Kollisionen und leichter Austauschbarkeit von Baugruppen bei Unfällen weiterhin in Nietkonstruktion gebaut. Die vierachsigen Lokomotiven besitzen eine Brückenrahmenkonstruktion mit Mittelführerstand. Der massive Halter über die gesamte Lokbreite ist Beleg für das Vorhandensein der Seitenstromabnehmer in der Ursprungsausführung.
Die Gleichstromlokomotiven von ursprünglich 1100 V wurden später auf 1200 V umgestellt und erhielten eine Widerstandssteuerung. Gesteuert wurde sie über den in der Führerstandsmitte angeordneten Fahrschalter, der mit dem großen waagerechten Bedienrad bedient wurde. Mit ihm konnten Fahr- und Bremsbefehle für die elektrische Bremse gesteuert werden. Außerdem war im Führerstand noch die Bedieneinrichtung für die Druckluftbremse. Über ein Gestänge waren die Bremshebel miteinander verbunden. Das ermöglichte raschen Seitenwechsel des Lokführers während der Fahrt.